# Storia di Cava de' Tirreni

## Origine del nome
Proclamata città il 7 agosto 1394 da Papa Bonifacio IX, il nome di Cava è molto discusso. Secondo alcuni trae la sua etimologia da cavea, l'antico anfiteatro: vallata circondata da monti. Secondo altri il nome Cava significa "grotta" e deriva dalla presenza di alcune grotte, la cui più famosa è quella "Arsicia", dove fu fondata l'Abbazia Benedettina della Santissima Trinità. Altra ipotesi è la derivazione da Caba, riferita alla via Caba che, buia e densa di vegetazione, collegava Salerno a Napoli già nel Medioevo e percorreva tutta la vallata.
L'appellativo de' Tirreni dato alla città di Cava si deve all'identificazione, oggi ritenuta inattendibile, del primo nucleo abitativo presente nella valle con l'insediamento etrusco di Marcina, citato dal geografo Strabone nel I secolo d.C. Esso fu attribuito il 23 ottobre 1862 da Vittorio Emanuele II, col Regio Decreto n. 935.
Il toponimo cittadino è scritto anche nella forma non ufficiale di "Cava dei Tirreni", senza l'apostrofo in questo caso.

## Epoca Romana

### L'antica Marcina
Poiché le coste del Golfo di Salerno erano spesso saccheggiate da predoni del mare, i primi abitanti della valle furono coloro che si ritirarono nell'entroterra per sottrarsi alle frequenti scorrerie, ivi stabilendo le prime dimore.
Intanto, legioni romane provenienti dalla città di Nuceria Alfaterna attraversavano spesso la valle di Marcina per raggiungere il Sud dell'Italia.
Non è stata ancora appurata né la collocazione geografica effettiva né l'origine del nome Marcina: sono state formulate alcune ipotesi al riguardo.
- La più accreditata suggerisce l'origine del nome da mar+china, ossia "rifugio sul mare", quindi Cava sarebbe nata come omologa marinara di Nuceria Alfaterna come Pompei.
- Un'altra ipotesi ritiene il nome derivante da mar+Kerya, dove per Kerya si intende una città preesistente fondata dal popolo dei Tirreni, i quali davano i nomi delle proprie città alle nuove terre da colonizzare (fra le quali per l'appunto Cava).

Il territorio fu certo abitato in epoca romana: lo testimoniano i ritrovamenti di reperti di epoca imperiale (I-II secolo d.C.). Non esisteva però nessun centro abitato di una certa consistenza.
Talune famiglie patrizie romane, tra le quali quella del console Metello (da cui discende la denominazione ancora oggi in uso di "valle metelliana"), soggiornarono nella valle di Cava. A dimostrazione di ciò sono alcuni reperti archeologici ritrovati nelle località di Pregiato, Santa Lucia e San Cesareo. I resti di un imponente acquedotto, tra i più notevoli dell'Italia meridionale, databile ad epoca imperiale, si levano a valle della sorgente Frestola, ai piedi dell'Abbazia della SS. Trinità, con triplice ordine di arcate. L'acquedotto, che risale al I-II secolo d.C., convogliava le sue acque alla città di Nuceria Alfaterna.
Altra testimonianza di questo periodo pervenuta ai giorni nostri è un'ara di marmo bianco recante un'iscrizione latina che ne rivela il carattere funerario. Ritrovata ad 1 metro di profondità durante i lavori di costruzione di una strada, oggi via Alfonso D'Amico, fino ad alcuni anni fa si trovava nella villa comunale di viale Crispi, mentre oggi è conservata nell'ex convento di Santa Maria al Rifugio.

## V-VI secolo
Non sappiamo quasi nulla del territorio cavese nei secoli tardo-antichi. Una continuità insediativa sul territorio è testimoniata dall'esistenza, nel casale di Vetranto, di una lapide funeraria risalente al VI secolo e dedicata all'abate Pascasio. La lastra tombale indica la data (anno 554) della morte dell'eremita, che dedicò la sua vita alla preghiera e alla carità, assistendo malati e pellegrini. Con il repentino declino della colonia romana Nuceria Constantia a seguito delle successive guerre tra i Longobardi e i ducati bizantini di Amalfi e Sorrento, gli abitanti andarono a rimpinguare i più recenti nuclei abitativi come Cava, In quei momenti di violenza e in condizioni di vita difficili esercitarono la loro attività  tra vari centri monastici, anche basiliani, ovvero di rito greco, diffuso nella zona.

### Sant'Adiutore

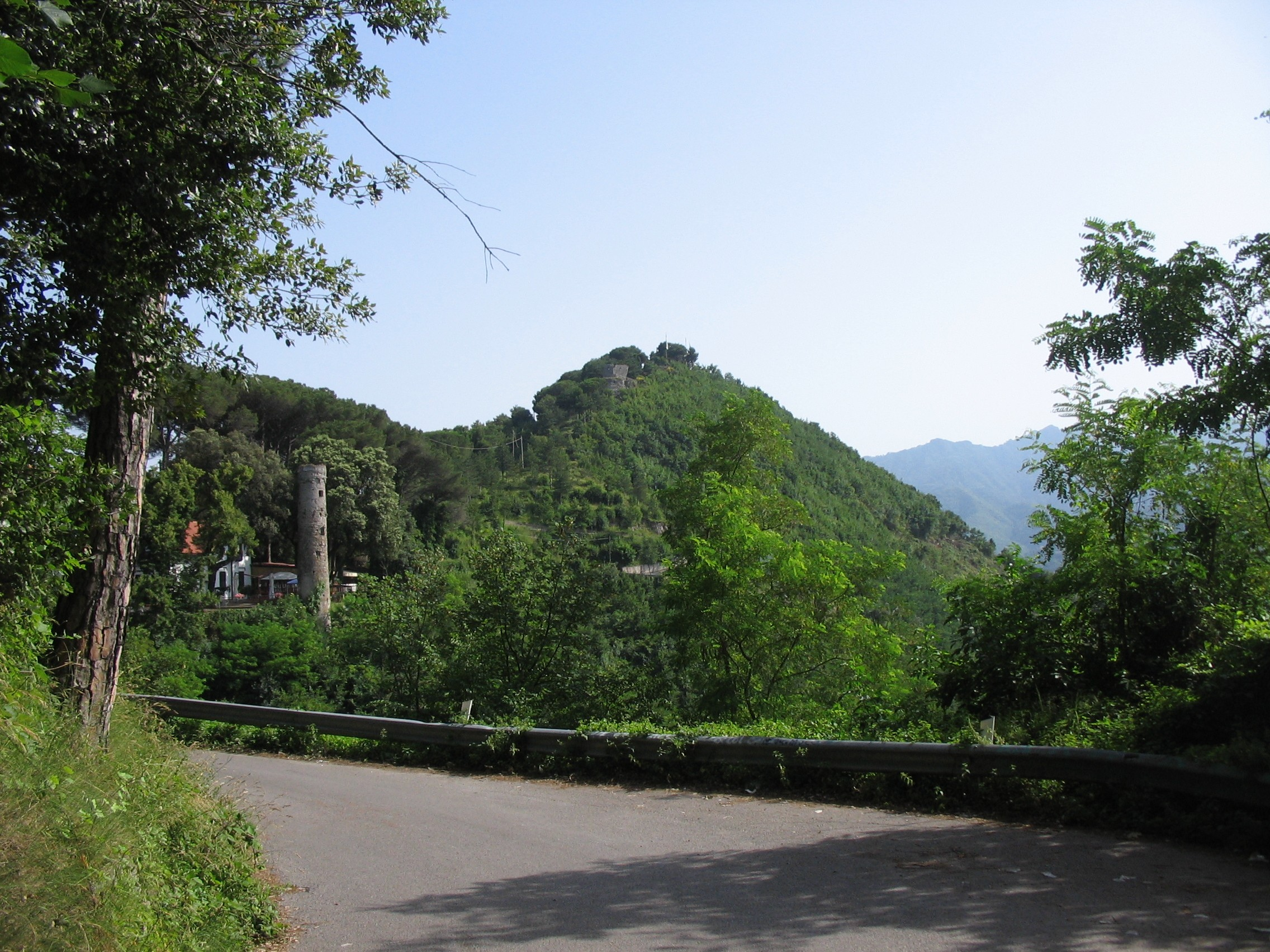
Monte Castello e una torre longobarda

Secondo la leggenda agiografica, nel 445, nella vallata cavese sarebbe arrivato Adiutore, uno dei dieci vescovi cacciati dall'Africa dai Vandali: c'è chi dice che Adiutore abbia eretto la propria casa nella valle, erigendovi anche la prima chiesa sul colle dove oggi sorge il Castello, mentre altri sostengono che si fosse stabilito nella zona circostante Aversa (nel villaggio di Casolla Sant'Adiutore, piccolo villaggio di Gricignano di Aversa) o a Benevento, e che solo in un secondo momento sia andato a predicare a Cava. Le notizie sono entrambe assolutamente inattendibili, perché né Aversa né Cava esistevano nel V secolo...

## Epoca Longobarda
Nell'alto Medioevo, il territorio di Cava era direttamente soggetto alla città di Salerno, capitale di un ducato fondato dai Longobardi. A quest'epoca, e in particolare nei secoli VIII-X, risalgono le prime attestazioni di piccoli insediamenti rurali in questa zona "fuori della città di Salerno", dove sorse poi, in epoca imprecisata, il castello di Sant'Adiutore alla sommità di Monte Castello.

Del castello, distrutto da bombardamenti alleati nel corso della seconda guerra mondiale oggi rimane solo una ricostruzione post-bellica.
I Longobardi praticavano la caccia ai colombi, rimasta nelle abitudini dei Cavesi fino alla prima metà del XX secolo. Tuttavia, le torri adibite a questo uso sono impropriamente definite "longobarde": esse risalgono infatti all'età moderna. Alcune sono in ottimo stato e costituiscono oggi parte importante del patrimonio storico e artistico della città.

## L'Abbazia della SS. Trinità e primi nuclei abitativi
Agli inizi dell'XI secolo alle falde del Monte Finestra si riunì un primo nucleo di monaci eremiti, attirati in quel luogo dalla fama di santità di un nobile longobardo, Alferio Pappacarbone, che vi si era ritirato per vivere in contemplazione e in preghiera. Ebbe così origine nei primi anni 20 dell'XI secolo (non nel 1011 come vuole una tradizione leggendaria) l'Abbazia benedettina della Santissima Trinità, che divenne uno dei centri religiosi e culturali più vivi dell'Italia meridionale. Il 5 settembre 1092, papa Urbano II, ospite del Duca di Salerno, si recò all'Abbazia per consacrarne la chiesa. Lungo il percorso, il pontefice, nell'attuale località della Pietrasanta, scese da cavallo e, togliendosi i calzari, invitò quanti lo seguivano a fare altrettanto, affermando che la terra sulla quale stavano camminando era sacra. Sul luogo venne realizzata una chiesetta, nella quale è custodita la roccia su cui si sedette il papa.
Il prestigio dei santi abati alla guida dell'Abbazia, oltre alla necessità di trovare protezione, fece sì che intorno ad essa si raccogliesse la popolazione. Con il passare del tempo, anche i possedimenti territoriali dell'Abbazia andarono crescendo, grazie alle continue donazioni, mentre la relativa tranquillità in cui potevano vivere gli abitanti della vallata portava ad uno sviluppo delle attività artigianali e commerciali. L'autonomia dal dominio abbaziale fu una lenta conquista, non scevra da momenti di tensione.

## Epoca normanno-sveva
Anche in epoca normanna, le principali famiglie si insediarono sulle colline, incrementando la vita dei casali. In virtù del matrimonio tra l'ultima erede dei Normanni, Costanza d'Altavilla, ed il figlio di Federico Barbarossa, Enrico VI di Svevia, l'Italia Meridionale era finita sotto il dominio degli Svevi, a cui subentrarono poi, non senza contrasti e lotte, gli Angioini, protetti dal papa. Durante la guerra fra Svevi e Angioini, la città si vide coinvolta tragicamente tra le dinastie rivali e fu allora che Manfredi, nel 1265, distrusse le fortificazioni del Corpo di Cava.

## Epoca angioina e aragonese
In epoca angioina i Cavesi, dato il leggero carico fiscale da pagare ai feudatari benedettini della Badia, erano liberi di vendere o barattare i propri prodotti: questo favorì l'ascesa di un ceto borghese dedito alle arti e ai mestieri che la farà da padrone nei secoli a venire.
Grazie anche a Vietri e Cetara, Cava disponeva di uno sbocco al mare che permetteva traffici anche con altri paesi europei, mettendo la città in aperto conflitto con Amalfi.
I mercanti cavesi si affermarono economicamente in Napoli, divenuta capitale: alcuni rivestirono importanti incarichi in ambito giuridico-amministrativo e si fecero apprezzare come maestri di arte muraria, la cui fama andò via via accrescendosi. Un diploma di Roberto d'Angiò menziona l'attivo commercio esistente in Cava soprattutto di tele di lino, dobletti e tessuti in genere. Fu appunto nelle arti tessili, oltre che nell'arte muraria, che la fama di Cava si diffuse, per raggiungere l'apice tra il XV e il XVI secolo.

### La Città de la Cava
Nel 1394 il papa Bonifacio IX eresse Cava a Città (Terram praedictam in civitatem erigimus...) e affidò la nuova diocesi a un vescovo che sarebbe stato anche abate. Solo nel 1513 Cava ottenne l'episcopato autonomo. Il periodo tra queste due date fu ricco di avvenimenti per la città, nello sforzo di conquistare una sempre maggiore autonomia. Cava era diventata una città florida per i traffici commerciali e per l'industriosità dei suoi abitanti, che eccellevano nella tessitura e nell'arte muraria. Gli architetti e gli ingegneri cavesi lavoravano alle principali opere pubbliche e private nel Meridione d'Italia ed oltre. Gradualmente, il centro amministrativo della città si spostò dal Corpo di Cava, villaggio fortificato nelle immediate vicinanze della Badia, al Borgo Scacciaventi, detto anche lo commerzio: i pilastri ottagonali in stile catalano che vediamo ancor oggi risalgono al principio del 1400.
(Masuccio Salernitano, "Il Novellino")
Gran parte della popolazione viveva nei casali, a volte difficilmente raggiungibili, estendendosi allora il territorio fino a Cetara (Vietri, Cetara ed altri casali minori si staccarono da Cava nel 1806). Ci si recava al Borgo Scacciaventi per il commercio e gli affari. Le famiglie più facoltose cominciarono ad edificare al Borgo i loro palazzi, il commerciante e l'artigiano cominciarono a trovare opportuno costruire un'abitazione sulla bottega, che si arricchiva del portico avanti, a protezione delle merci.

### La battaglia di Sarno
Il 7 luglio 1460 Ferrante I d'Aragona, che all'epoca regnava sui territori di Napoli, nel corso di una battaglia in località Foce (nei pressi di Sarno), per un'errata manovra fu accerchiato dagli Angioini ma grazie alle genti d'arme di Cava de'Tirreni riuscì a scappare verso Napoli.
Non vi è nessuna prova di tale episodio né tantomeno della partecipazione dei cavoti alla battaglia. La tradizione popolare ricollega erroneamente la concessione della pergamena bianca alla partecipazione allo scontro, in realtà l'onorificenza venne concessa solo per la fedeltà alla corona aragonese.

### L'assedio angioino dopo la battaglia di Sarno (1460): Cava conquista importanti privilegi fiscali
Nelle settimane successive il sovrano aragonese fu costretto all'inattività, per la necessità di reclutare un nuovo esercito e perché i nemici controllavano quasi tutta la Campania. In questa occasione gli uomini di Cava mostrarono uno straordinario coraggio e una grande fedeltà al re Ferrante, perché resistettero tra il 19 e il 28 agosto 1460 all'assedio dell'esercito angioino, accampatosi tra Nocera e Cava (Nocera, la costiera, Salerno erano fedeli agli angioini, i contatti tra Cava e Napoli erano possibili solo via mare, da Cetara). L'eroica resistenza della città, che non fu piegata dalle lusinghe degli angioini e dalla distruzione delle coltivazioni, è ricordata dallo storico di quella guerra, l'umanista Giovanni Pontano, nel "De bello Neapolitano":

«Intanto Giovanni e i Baroni, avendo deciso di occupare Cava, per poco non andarono incontro a una tremenda strage. Questa è posta e sparsa fra i monti, distribuita per casali. Copiosa di abitanti, è difesa dalla configurazione naturale. Intanto i Cavesi, lasciati i casali, si ritirarono nei luoghi più alti, dove, essendosi consigliati se dovessero accettare o respingere l'assedio, decisero di assaltare di notte l'accampamento degli invasori. Infatti abbondavano di armati ed erano certi di potersi mettere in salvo in ogni tempo. E il piano avrebbe avuto il suo effetto, se una spia non lo avesse rivelato agli assedianti, i quali, subito si allontanarono» (traduzione dall'originale latino).
Ferrante D'Aragona, riconoscente per il coraggio dimostrato, il 4 settembre 1460 consegnò a Napoli in Castel Nuovo al sindaco di Cava, Onofrio Scannapieco, una pergamena bianca, su cui la città avrebbe potuto indicare ogni sorta di richiesta. La pergamena fu lasciata bianca. Essa è tuttora conservata, intatta e vergine come nel lontano 1460, nel Palazzo di Città, ed è l'ambito premio della manifestazione folkloristica denominata "Disfida dei Trombonieri". Tale iniziativa, in verità, continua a richiamarsi a una versione falsificata della vicenda, nata nel XVII secolo, secondo la quale i cavesi, capeggiati dai capitani Giosuè e Marino Longo, sarebbero intervenuti a Sarno il 7 luglio consentendo al sovrano la fuga verso Napoli. Due saggi di Francesco Senatore (1994, 1998), hanno dimostrato senza ombra di dubbio la falsità di questa versione, che però alcuni studiosi, particolarmente legati alla manifestazione folkloristica, rifiutano pervicacemente.

## Diploma di Ferdinando d'Aragona e origini dello stemma della città
Il 22 settembre 1460, il re Ferdinando I d'Aragona consegnò ai delegati della città di Cava il diploma delle franchigie e dei privilegi, il cui originale è andato disperso. Ne esistono tuttavia le riconferme originali del XVI e XVI secolo presso l'Archivio storico comunale

Esso fu consegnato a sei notabili cavesi: Giudice Pietro Cola Longo, Giudice Bernardo Quaranta, Giudice Leonetto De Curtis, Tommaso Gagliardi, Petrillo De Monica e Petrosino de Jordano.

La stesura è in latino, secondo l'uso del tempo

Una versione riassunta e riadattata del diploma è riportata di seguito. Si noti il riferimento alle " depredationes, incursiones, agrorium incendia, et arborum obtruncationses: il sovrano cita l'assedio angioino del mese di agosto come causa delle sue concessioni, e non il soccorso a Sarno, una notizia, si ribadisce, del tutto falsa
«È consuetudine dei Principi largire grazie e favori a quelli che ben meritarono, quando questi ne fanno richiesta, come guiderdone del loro ben operare.

Spontaneamente, invece, e senza essere pressati da sollecitazioni e da preghiere, saremo larghi di favori verso la Università della Cava e i suoi abitanti. E lo facciamo con piena coscienza, poiché essi in ogni tempo mostrarono a noi tanta fedeltà, che quasi non può immaginarsi una maggiore. E per serbarla pura e immacolata, non esitarono a sopportare, da parte dei nemici depredationes, incursiones, agrorium incendia, et arborum obtruncationses (si allude alla spedizione punitiva di Giovanni d'Angiò).

È parso alla nostra Maestà doveroso che l'Università della nostra Città della Cava, suique cives et abitatores, tam praesentes quam futuri gaudeant perpetuo subscriptis gratiis (privilegi).
- Hanno diritto e possono dipingere o scolpire sullo scudo araldico due fasce dello stemma aragonese, ognuna in oro e in rosso (quindi quattro fasce totali), e per di più la nostra corona reale sullo scudo ("Depingere seu scolpire a parte dextera duas barra auream et rubeam domus Regie Aragonie").
- Siano esenti, immuni in tutto il Regno, sia nel vendere che nel comprare qualunque genere di merce, dal pagamento dei diritti di dogana, di fondaco, di gabelle, di dazi, di passo, di mercato, di navigazione, di erbaggio, e da ogni altro onere qualsiasi, imposto o imponendo, comunque e dovunque, così dalla Curia Regia, come dagli Ufficiali Regi o da Baroni o da qualsiasi altra persona a ciò autorizzata.
- Siano esenti dal pagamento di collette o richieste fiscali per i terreni in qualunque luogo del Regno, sia demaniale che dei Baroni.
- Si considerino esenti da qualsiasi imposta fiscale decretata per motivi urgentissimi.
- Da oggi i processi intentati contro gli uomini di questa Città non debbono svolgersi nella Magna Curia della Vicaria, né in qualunque altro tribunale, ma alla presenza del Capitano di Giustizia o del Vicario che presiedono alla Giustizia di questa Città.
- Tutti i beni confiscati ai Cavesi ribelli, qualora questi rinsaviscano e ritornino all'obbedienza, debbono essere restituiti.
- Né contro la Città, né contro i suoi Cittadini, possono essere allegate lettere moratorie.
- La dogana del Casale di Vietri, che fino ad oggi ha fatto parte di quella di Salerno, passa alle dipendenze dell'Università della Cava.
- Infine confirmamus, acceptamus, approbamus et ratificamus tutti quei diritti e privilegi che i nostri predecessori in questo Reame concessero all'Università.

Questi privilegi Noi concediamo Civibus, Universitati et Hominibus Cavae, scientia mente nostra et motu proprio, per premiare la loro fedeltà e costanza. Perciò desideriamo che essi oggi e in avvenire gaudeant, utantur, et potiantur senza alcuna oppugnazione.»

(Rex Ferdinandus Dominus)

### Città demaniale
(Thesaurus, 1662)

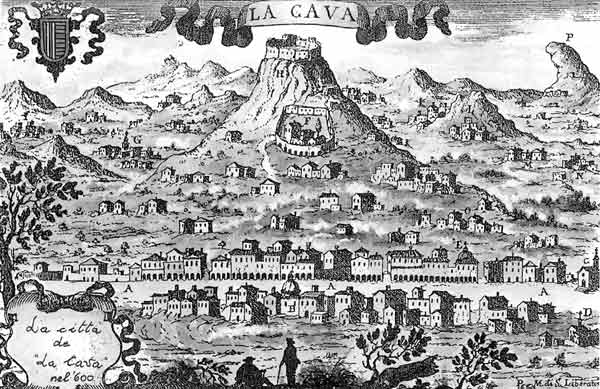
La città de "La Cava" nel Seicento

Un elemento significativo della storia di Cava fu il suo essere città demaniale, e i suoi abitanti per secoli difesero fermamente e orgogliosamente questo carattere di demanialità, pur dovendo districarsi fra l'esosità del fisco e fra vari pericoli, che mettevano in forse anche l'incolumità dei suoi abitanti. Fra essi ebbero un peso notevole la minaccia della pirateria, che costringeva la città ad un continuo stato di allerta e a continue spese per la difesa della costa (malgrado ciò, Cetara e Vietri vissero il dramma del saccheggio e del rapimento degli abitanti), e l'imperversare delle epidemie: è rimasta tristemente famosa la pestilenza del 1656, che decimò la popolazione. La miracolosa cessazione del morbo viene annualmente rievocata nella festa di Monte Castello, quando dalla cima del colle è impartita la benedizione alla città, come avvenne al tempo della peste.

## L'Ottocento
Il 27 aprile 1799 Cava mantenne fede al suo titolo di fedelissima schierandosi contro la Rivoluzione napoletana e affrontando le milizie francesi. A Pagliarone, località a nord di Cava, il capitano Vincenzo Baldi, con i Cavesi Sanfedisti, fermò le truppe francesi del generale Watrin, dando luogo a una cruenta battaglia. I francesi, dopo lo scontro con i Cavesi, per rappresaglia, inflissero alla città uccisioni, saccheggi ed inaudite violenze. Non mancarono atti vandalici e distruzioni, quali il cannoneggiamento della Basilica della Madonna dell'Olmo, che causò la distruzione dell'altare maggiore. I francesi, inoltre, rubarono la Sacra Corona della Madonna e dispersero le ostie consacrate.
Nel corso dell'Ottocento la floridezza della città fu colpita da una profonda crisi, in quanto la produzione tessile, che fino ad allora era stata uno dei cardini dell'economia cavese, fu messa in ginocchio dall'introduzione delle "macchine" nelle fabbriche impiantate a Salerno. A risollevare la popolazione dalla miseria in cui era caduta fu la coltivazione e la lavorazione del tabacco.
Tra la fine dell'Ottocento e il principio del Novecento Cava, che già nel passato era stata meta di illustri visitatori, vide consolidata la sua fama di centro di villeggiatura, attirando per la bellezza del paesaggio, eternata dal pennello degli artisti della cosiddetta Scuola di Posillipo, e per la salubrità del clima.
(Henry Swinburne)
La città cambia volto, viene costruito un teatro, vengono creati viali alberati, nuove strade e un "giardino delle delizie" abbellisce il centro urbano. La città viene menzionata su guide turistiche internazionali, come la famosa Guida Hachette, "Italie du Sud" del 1869, che dedicava a Cava quasi un'intera pagina, iniziando la descrizione con la famosa frase del Valery:
(Paul Valéry)
Nel 1806, Vietri e Cetara furono staccate dalla città di Cava, che perse il diretto contatto con il mare.
Dal 1811 al 1860 è stato capoluogo dell'omonimo circondario appartenente al Distretto di Salerno del Regno delle Due Sicilie.
Nel 1845, presso la Manifattura dei Tabacchi, ebbe inizio la lavorazione del tabacco da naso, che, nel 1871, passò a tabacco da fumo.
Nel 1857, sotto il regno di Ferdinando II di Borbone, venne inaugurato il tratto ferroviario Nocera Inferiore-Cava.

### La visita della Regina Margherita di Savoia
Frequenti e festosi colpi di mortaretti, sparati dal Monte Castello, salutarono l'alba del 2 giugno 1880, data della visita della Regina Margherita. L'avevano preannunziata, tre giorni prima, vistosi manifesti i cui accenti gioiosi facevano trasparire l'euforia del Sindaco Trara, della Giunta e del Consiglio Comunale, tutti fervidi monarchici.
L'eco dell'avvenimento non si spense molto presto, anzi durò molti anni, segno che la radiosa bellezza della seconda Regina d'Italia colpì la fantasia dei cavesi. A conferma di ciò vi è la cronaca che un testimone oculare pubblicò il giorno dopo sul giornale "La Conciliazione" di Salerno, interessante per immediatezza di impressioni e per ricchezza di particolari:
"Lo spettacolo di ieri è stato veramente imponente: la nostra Augusta Regina, venendo fra noi, ha destato tanto entusiasmo che sarebbe ora impossibile descrivere. Fin dalle prime ore del mattino si notava un insolito affaccendarsi per meglio adornare le strade per le quali doveva passare la Regina. Ogni balcone aveva la sua bandiera. Sul petto, sulla testa delle donne, all'occhiello di tutti, appariva una margherita, sopra ogni volto appariva un sorriso, in ogni cuore la gioia. Il treno doveva arrivare alle 12, e due ore prima già le strade erano ripiene di gente, e nelle vicinanze della stazione c'era una folla compatta. Alle 11.30 arrivarono alla stazione il Sindaco con i componenti della Giunta e del Consiglio, il Vescovo, col clero in cappa, il Marchese Atenolfi, i rappresentanti del Circolo Sociale, il Consigliere delegato di Salerno, poiché il Prefetto era assente, il Generale con molti Ufficiali Superiori, il Provveditore agli Studi, il Preside del Liceo "Tasso" di Salerno con tutti gli alunni e un gran numero di cittadini salernitani. Alle 12 in punto arrivò il treno reale; la musica intonò l'inno e allora un grido di evviva scoppiò unanime dai petti. Appena scese dal treno fu ricevuta dal Marchese Atenolfi e da tutto il Consiglio Comunale. Fu fatta, poi, entrare nella sala della prima classe, magnificamente addobbata e ivi il Sindaco presentò le Autorità Civili e Militari. La Regina si intrattenne per cinque minuti con il Vescovo, e a tutti rivolgeva una parola, un sorriso. L'accompagnavano il Conte e la Contessa Santasilia, il Marchese Villamarina con la moglie ed alcuni altri. Innumerevoli persone accompagnarono la Regina fino al Palazzo Atenolfi. Fu un entusiasmo indescrivibile. Arrivata qui, ed acclamata vivacemente dalla folla, fu costretta a mostrarsi al balcone più volte. Poiché alla visita alla Badia il giornale di Salerno dedicò solo due righi, ne farò io la cronaca sulla scorta dei documenti comunali. Dopo un'intima colazione, alle ore 15 i cavalli baldanzosi di Pascannella rifecero, fra le acclamazioni, parte del corso, e, con capaci carrozze, portarono la Regina e il suo seguito verso nuove emozioni: questa volta estetiche e spirituali. Aperta ad ogni aspetto della bellezza, Margherita non potette non ammirare l'ampia e verde vallata, la quale slargava gli orizzonti a mano a mano che la carrozza procedeva nella faticosa salita e le ricordava i paesaggi prealpini del suo Piemonte. E l'ammirazione dovette trasformarsi in estatica contemplazione, quando, all'orgia del nostro verde successe l'azzurro del Golfo di Salerno, che si dischiuse, quasi per incanto, alla fermata della Pietrasanta. Anche alla Badia le accoglienze furono molto cordiali. Lo stesso Abate Morcaldi fece da guida alla regale Ospite. La visita durò due ore. Con un mentore di eccezione, come il Morcaldi, ritenuto fra i più dotti Abati degli ultimi tempi, ed una discente anche di eccezione, più che per rango per la capacità e volontà di apprendere, quale era la Regina, due ore furono sufficienti perché venissero illustrate le testimonianze artistiche e culturali del millennio di storia del nostro Cenobio. Particolare degno di nota: a custodire queste memorie, e a perpetuarne le nobili tradizioni, c'erano ancora i Cassinesi, proprio nel merito della Casa di Savoia, col cui intervento il Marchese Atenolfi, nel 1867, fece annullare in parte il decreto di espulsione. La visita si concluse in Chiesa, dove la Regina volle ascoltare l'organo. Un'ora dopo si concludeva anche la visita a Cava. Fatta una breve sosta in casa Atenolfi, la Regina fu accompagnata dalle Autorità e dal popolo plaudente alla stazione ferroviaria, donde partì alle 18.32 portando con sé il più grato ricordo della giornata. Questi sentimenti di gratitudine espresse il Marchese di Villamarina nel telegramma, inviato, due ore dopo, da Napoli al Sindaco Trara. «Sua Maestà la Regina mi incarica di ringraziare codesta rappresentanza municipale della cortese accoglienza fattale. La prego, inoltre, signor Cavaliere, di volere essere interprete presso la cittadinanza tutta dei sentimenti di alta soddisfazione e di vivo aggradimento dell'Augusta Sovrana»."
Dal 1860 al 1927, durante il Regno d'Italia è stato capoluogo dell'omonimo mandamento appartenente al Circondario di Salerno.

## La Seconda guerra mondiale

### Periodo fascista
Nell’era fascista il sindaco era stato sostituito dal podestà, di nomina prefettizia. Questa carica venne ricoperta anche dal famoso fotografo napoletano Giulio Parisio, residente a Cava de’ Tirreni durante il periodo bellico. L’antifascismo aveva i suoi sparuti rappresentanti, impossibilitati a svolgere qualsiasi attività di opposizione. Durante il fascismo Cava non visse momenti tragici anche se nel 1943 anche Cava conobbe l'orrore dei bombardamenti, vide le sue strade attraversate dai carri armati e vari ponti distrutti (compreso, anche se per fortuna solo parzialmente, il cinquecentesco ponte di San Francesco), visse momenti di tragedia e di sangue. Circa seimila civili trovarono rifugio nell'Abbazia benedettina e si temette per la vita dell'Abate e del Vescovo di Cava, tratti in arresto dai tedeschi.

### Arrivo degli Alleati
All'apparire dell'alba del 10 settembre gli alleati erano arrivati alle porte di Cava e una loro pattuglia ebbe un primo scontro a fuoco con i tedeschi sul ponte di San Francesco. Una camionetta inglese entrò perfino nell'abitato e distribuì sigarette e cioccolata. Poi i tedeschi concentrarono i loro carri armati lungo il Corso Umberto per tenerli al riparo dalle batterie alleate dal mare, e dall'aviazione dal cielo. La popolazione abbandonò il Borgo e si rifugiò in massa nella Badia dei Benedettini o si sparpagliò per la campagna riparandosi nelle case coloniche.
I soldati tedeschi, per approvvigionarsi di dolciumi e di sigarette, scassinarono le tabaccherie e le pasticcerie, mentre i più spregiudicati della popolazione fecero il resto, incitando i tedeschi a svellere con i carri armati le porte di tutti i negozi. Molti cavesi furono spinti al saccheggio in buona fede, per procurarsi i viveri in quel marasma in cui non era tanta la preoccupazione di scampare alla morte, quanto quella di sopravvivere alla fame.
Fu saccheggiato il Molino ed il Pastificio Ferro, e ne furono svuotati i grandi depositi di pasta e di grano; furono svuotati i magazzini del Consorzio e furono saccheggiati tutti i negozi del Borgo. Non mancarono, però, atti di abnegazione e tentativi di mantenere l'ordine da parte del subcommissario avv. Luigi Mascolo che con qualche cittadino che collaborava cercava di opporsi invano al saccheggio. Alcuni civili furono costretti dai tedeschi a lavori pesanti, pur sotto le cannonate.
Il 23 settembre era giunto il momento di forzare il Passo di Molina di Vietri sulla SS18 (presidiata sulle colline circostanti da tre bunker visibili tutt'oggi) per irrompere nell'Agro nocerino-sarnese e portare l'attacco degli Alleati a Napoli. La resistenza tedesca fu decisa, specialmente quando, oltrepassata Molina, le unità alleate si diressero verso Cava de' Tirreni. Proprio la mattina del 23 settembre, un carro armato tedesco si accingeva a salire verso la Abbazia Benedettina per un'azione di rappresaglia contro la popolazione che vi era rifugiata, tra cui il commissario al Comune di Cava, l'avv. Pietro De Ciccio; ma nella strettoia che la strada fa nella frazione di Sant'Arcangelo, il carro armato non poté proseguire oltre. Alcuni sconsiderati della popolazione locale si fermarono a guardare, ed i tedeschi, adirati dall'inconveniente o forse nell'intento di compiere egualmente la rappresaglia, scaricarono sui presenti colpi di mitragliatrice. Prima di abbandonare Cava, i tedeschi provvidero a far saltare il ponte di San Francesco sulla SS18 e il ponte sulla ferrovia nei pressi di Villa Alba, allo scopo di ritardare l'avanzata degli anglo-americani, i quali però in poche ore ricrearono una parte del ponte di San Francesco in modo provvisorio con ferro e legno, ristabilendo immediatamente la comunicazione viaria con Salerno, mentre per l'avanzata dei loro carri armati si erano serviti della strada ferrata che i tedeschi non avevano toccata. Altri esplosivi furono posti dai tedeschi agli altri ponti di Cava e sugli incroci stradali, ma non ebbero il tempo di farle brillare.
Il 28 settembre la battaglia di Cava era conclusa e gli Alleati, procedendo verso l'Agro e superandolo, dopo tre settimane di combattimenti, alle ore 9.30 del 1º ottobre 1943, entrarono a Napoli: l'operazione Avalanche era conclusa.
Nei venti giorni che durò la battaglia su Cava, si contarono oltre seicento morti tra la popolazione civile. La spontanea reazione di parte della popolazione alle truppe tedesche incominciò non appena queste occuparono il Borgo con i carri armati e alcune frazioni con postazioni di armi pesanti. Questa reazione si tramutò altresì in collaborazione con le truppe alleate, alle quali furono fornite tutte le indicazioni necessarie ad infrangere la resistenza tedesca senza perdite da parte dei liberatori.

### Mamma Lucia
Nel 1944, rifulse in città la figura di Lucia Apicella, conosciuta come Mamma Lucia, un'umile straordinaria donna, che, dedicandosi con materna pietà alla ricerca delle salme dei Caduti rimaste insepolte, contribuì in modo notevole alla pace e alla riconciliazione fra i popoli.
Nonostante l'odio e la violenza con cui i tedeschi si comportarono con la popolazione italiana e cavese dopo, l'8 settembre, Mamma Lucia si distinse per la sua estrema fede e carità.
Song' tutt' figl' 'e mamma (sono tutti figli di una madre), era la semplice, ma lapidaria risposta a chi le diceva di lasciar perdere, di non sprecare tempo e denaro, ma soprattutto di non correre rischi per via degli ordigni inesplosi, soltanto per dare una più degna sepoltura a dei soldati tedeschi morti in combattimento. Si narra, ma l'episodio non è mai stato accertato, che un noto antifascista del posto, a seguito di pressioni dai vertici del suo partito, si sia recato un giorno, in casa della donna per farla smettere con quella "pietà" verso i tedeschi. La cosa poteva essere fraintesa e creare così una vera e propria grana politica. Sembra che dal colloquio l'uomo sia uscito assai turbato, e che abbia poi confidato ad un suo stretto collaboratore: "Quella lì, è una santa!". Lucia Apicella, raccoglieva e ricomponeva anche i resti dei caduti anglo-americani, anche se questi erano in numero minore. Ne seppellì più di ottocento: non faceva differenza di divise o di bandiere, davanti alla morte.
Il Comune di Cava de'Tirreni ha intitolato a lei la piazzetta della frazione Sant'Arcangelo, chiamata appunto piazzetta Mamma Lucia, e nel 2007 ha istituito il Premio Mamma Lucia alle donne coraggio, che ogni anno viene attribuito a donne che si sono particolarmente distinte in Italia e nel mondo, per il loro esempio di vita, per l'impegno per la pace e la difesa dei diritti dei più deboli.

### Confinati politici
- Bortolo Belotti
- Francesco Zanardi
- Riccardo Gualino[4]

## La ricostruzione
Nell'ansia della ricostruzione e per far fronte alle nuove esigenze abitative, alcune delle caratteristiche del paesaggio cavese sono andate perdute. Oggi si sta cercando di ritrovare un equilibrio tra urbanizzazione e ambiente naturale, per tutelare quanto è rimasto delle bellezze paesaggistiche e riscoprire la vocazione turistica di Cava. Si è dato inoltre impulso alla rivitalizzazione del centro storico e alla riscoperta e rivalutazione dell'artigianato locale, in particolare della ceramica.
Con l'arrivo del "miracolo italiano", Cava andò incontro ad un nuovo fervore edilizio che portò gruppi sparsi di case a divenire un'appendice del centro: furono costruiti complessi residenziali e palazzi per far fronte alle masse di persone provenienti dall'Agro e dal Cilento che si riversavano in città alla ricerca di un lavoro alla manifattura o per la ferrovia.

## Il terremoto del 1980
La sera di domini 23 novembre 1980 anche Cava fu colpita dal terremoto, riportando morti e danni.
Per una prima immediata sistemazione dei cittadini si usarono le aule degli istituti scolastici. I problemi agli edifici apparvero evidenti nella loro gravità solo all’alba del 24 mostrando disastrose crepe. Nel frattempo, durante la notte passata insonne dalla popolazione, si ebbero notizie catastrofiche del crollo del fabbricato di via Alfieri dove due bambini con due nonni furono travolti e sepolti dalle macerie; del crollo di una casetta a Santa Lucia con la morte di una anziana; di parte del Palazzo Palumbo sul Corso Umberto I, della rovinosa caduta della Chiesa di San Francesco, dell’integrale dissesto della cattedrale e della Basilica Pontificia dell’Olmo; del crollo di parte della sede dell’Istituto per anziani di Villa Rende, oltre al dissesto di interi quartieri densamente abitati come Via Veneto, Viale Marconi, Via Biblioteca Avallone e dell’intero Centro storico. Questo primo sommario elenco si allungò tragicamente con l’avanzare del giorno, quando pervennero notizie di crolli e di dissesti sia nei centri delle frazioni e sia dei fabbricati rurali e dei casolari sparsi nella intera vallata.
Fin dal 24 novembre del 1980, con personale tecnico volontario, coordinato dall’Ufficio Tecnico comunale, è stata intrapresa una campagna di rilevamento per accertare la reale entità dei danni subiti al comune, le sue frazioni e case rurali. Tale campagna continuò con vero spirito di abnegazione anche in presenza di condizioni atmosferiche particolarmente avverse (autunno inoltrato). Questo impegno profuso dai tecnici ha permesso di avere in soli 10 giorni i seguenti dati relativi a circa il 75% degli immobili presenti sul comune:
- abitazioni inagibili in via definitiva o per le quali è richiesto un lungo periodo di intervento: circa 500
- abitazioni inagibili ma ripristinatili nel giro di alcuni mesi: circa 2600
- abitazioni con agibilità condizionata per le quali la completa agibilità è conseguibile in poche settimane: circa 3750
- agibilità completa attuale: circa 2750

Il rapporto fra le abitazioni rese inagibili dal sisma e quelle esistenti è di 32,29%.

## Il 2000
Dopo il fallimento dei piani del sindaco Eugenio Abbro di rendere Cava una città industriale di 90 000 abitanti a scapito del patrimonio ambientale, oggi l'economia metelliana pur avendo un'intensa attività industriale vede in primo piano il settore terziario e una fiorente produzione ceramica, come da tradizione, che lasciano ben sperare in un'ulteriore crescita economica.